# Shiquanhe (prefekturhuvudort i Kina, Tibet Autonomous Region, lat 32,50, long 80,10)
Shiquanhe (kinesiska: 狮泉河, Ali Diqu, 阿里地区, 藏布居委会, 森格居委会) är en prefekturhuvudort i Kina. Den ligger i den autonoma regionen Tibet, i den sydvästra delen av landet, omkring 1 100 kilometer väster om regionhuvudstaden Lhasa. Antalet invånare är 95 465. Befolkningen består av 45 663 kvinnor och 49 802 män. Barn under 15 år utgör 26,0 %, vuxna 15-64 år 68 %, och äldre över 65 år 4,0 %.
Trakten runt Shiquanhe är nära nog obefolkad, med mindre än två invånare per kvadratkilometer. Det finns inga andra samhällen i närheten. Trakten runt Shiquanhe är ofruktbar med lite eller ingen växtlighet.
Genomsnittlig årsnederbörd är 252 millimeter. Den regnigaste månaden är augusti, med i genomsnitt 44 mm nederbörd, och den torraste är december, med 6 mm nederbörd.